# متلازمة داندي ووكر
متلازمة داندي ووكر (بالإنجليزية: Dandy Walker syndrome). ويسمى أيضا بموه الرأس الخلقي. هو عيب خلقي ولادي نادر يصيب الدماغ، وبالأخص منطقةالمخيخ والبطين الرابع. يسبب هذا المرض خلل في التكون أو عدم اكتمال أو نقص نمو المخيخ، ويرافقه توسّع البطين الرابع للدماغ، وأيضا في النقرة الخلفية. مما ينتج عنه ضمور المخيخ، وأيضا العديد من المشاكل الدماغية المصاحبة، وقد يكون هناك ضمور في القنوات والثقوب التي يمر من خلاليها السائل الدامغي الشوكي كـ (قناة ماجندي، وقناة لوشاكا)، وكنتيجة لانسدادها يتراكم السائل داخل الجمجمة ويحدث ضغطًا شديدًا على نسيج المخ المحيط به، وقد يتم التدخل جراحيًا لتقليل المضاعفات الناتجة تراكمه. وتتفاوت الأعراض بين التأخر العقلي واختلال الحركة والتوازن واضطراب حركة العين بالإضافة إلى أعراض استسقاء الدماغ ومنها تضخم حجم الجمجمة والقيء والتشنجات والهياج.

## معدلات الإصابة
تصيب متلازمة داندى ووكر طفلًا واحدًا من كل 25.000 طفل، 80% من المرضى تظهر عليهم الأعراض خلال السنة الأولى من عمرهم.
90% من هذه الحالات تكون مصحوبة باستسقاء الدماغ ويظهر التخلف العقلي على 50% من المرضى.

## تاريخيًا
أول من وصف هذه المتلازمة هما الجراحان الأمريكيان والتر داندي (1886-1946)، وأرثر ووكر (1907 -1995) وسميت المتلازمة نسبة إليهما.

## الأسباب
الأسباب المباشرة للمرض غير معروفة حتى الآن ولكن يوجد بعض المسببات التي تدل على حدوث المرض وهذه المسببات هي:
- الوراثة: بعض الدراسات لبعض الحالات، أثبتت وجود الوراثة المتنحية. ولكن نسبة تكرار الحالة عند العائلة الواحدة ضعيفة وقد لا تزيد عن 1-5%.[4]
- الأصابة الأم الحامل في الأشهر الأولى من الحمل ببعض الأمراض كـالحصبة الألمانية أو الإصابة بفيروس المضخم للخلاياا (CMV) أو التكسوبلازما.[3]
- نوع الجنس: نسبة حدوثه أعلى لدى الأناث من الذكور 3/1
- وقد وجدت الأبحاث الحديثة أن متلازمة داندي ووكر قد تحدث ككجز من متلازمة أخرى كمتلازمة تشوهات الحفرة والأورام الوعائية وشذوذ الشريان وشذوذ القلب وعيوب العين وانشقاق القصية ورفاء ما فوق السرة (PHACES Syndrome)[5]

## الأعراض
تختلف الأعراض عند كل حالة حسب شدتها ودرجة تطورها لدى المريض، وتعتمد الأعراض على درجة وجود العيوب الخلقية، لذلك فإن بعض الحالات لا يتم التعرف عليها بعد الولادة مباشرة ولكن في مرحلة الطفولة لعدم وضوح الأعراض المرضية.ومن هذه الاعراض:
o-توسع قطر الرأس.
o-ضمور المخيخ.
o-التوسع الكييسي للبطينِ الرابع.
o-الاستسقاء الدماغي.
o-زيادة حجم الحفرة الخلفية للدماغ.
o-بروز الجزء الخلفي من الرأس، بسبب بروز في مؤخرة الدماغ.
o-زيادة الضغط داخل الجمجمة.
o-سرعة الانفعال، التشنجات، القيء.
o-توسع البطين الرابع.
o-مشاكل في العين، رأرأة العين، ضمور شبكية العين، وجود غلاف العين المشيمي، عدم تناسق حركة العين مع الرأس.
o-تأخر النمو الحركي.
o-مشاكل في السمع.
o-اضطرابات في التنفس.
o-تأخر عقلي متفاوت الشدة.
o- مشاكل خلقية مصاحبة مثل: عيوب القلب الخلقية، العيوب الجسمية في الأطراف والأصابع
تشوهات في القلب والوجه والأطراف والأصابع في اليدين والقدمين.

## الأنواع
يوجد حاليا ثلاثة أنواع من متلازمة داندي ووكر. وهي مقسمة إلى ثلاثة أشكال قريبة وهي:

### تشوه داندي ووكر
وهو أصعب شكل من المتلازمة.وتكون الحفرة الخلفية متوسعة والخيمة في وضع مرتفع. ويكون هناك عدم تكون جزئي أو كلي لدودة المخيخ.ولا يوجد توسع للبطين الرابع الذي يملأ الحفرة الخلفية. وهذا قد يشمل موه الدماغ ومضاعفات ناجمة عن حالات جينية مرافقة مثل السنسنة المشقوقة.

### كيسة داندي ووكر الكبيرة
وهذا هو النوع الثاني، حيث الحفرة الخلفية متوسعة ولكن ثانويا لتوسع الكيسة ويظهر هذا الشكل بتجمع كبير للسائل الدماغي الشوكي في الكيسة الكبيرة في الحفرة الخلفية. وتكون دودة المخيخ والبطين الرابع عاديين.

### متغيرة داندي ووكر
وهي النوع الثالث من المتلازمة وهي أخف من التشوه. وهذا الشكل يقدم طاقم واسع اتنوع من الأعراض والنتائج للمتلازمة. والكثير من المرضى الذين لا يصنفون في النوعين الأول والثاني يصنفون مع المتغيرة. ويكون البطين الرابع متوسط التوسع مثل الحفرة الخلفية أيضا. وتكون دودة المخيخ قليلة الحجم وحجم حيز الكيسة متغير، ويكون هذا ناجما عن الاتصال المفتوح بين البطين الرابع الخلفي السفلي وبين الكيسة الكبيرة من خلال الأخدود المتوسع. ويظهر المرضى موه في الدماغ، يكون البطين الثالث والبطين الوحشي عاديين وكذلك جذع الدماغ الموه الدماغ بانسداد الثقبة البطينية.

## التشخيص
يتم التشخيص عن طريق التاريخ المرضي للمريض والفحص الطبي وبعض الاختبارات والأشعة لتأكيد التشخيص مثل:
- الأشعة الفوق صوتية للدماغ.
- تحليل الكروموسومات.
- الأشعة المقطعية على المخ.
- أشعة الرنين المغناطيسي على المخ والتي تظهر بوضوح اختلالات تخليق المخيخ والبطين الرابع واستسقاء الدماغ.
- الأستشارة الوراثية.

## العلاج
لا يوجد علاج لمتلازمة داندي ووكر، ولكن العلاج يعتمد على علاج الأعراض والمشاكل المرافقة للحالة، ومن طرق العلاج:
1-القسطرة الدماغية في حالات وجود الأستسقاء الدماغي.
2-الفحوص ما قبل الحمل والاستشارات الوراثية مهمة للوالدين، لمعرفة أحتمالية تكرار الحالة.
3-العلاج الطبيعي والوظيفي من خلال التدريب والتاهيل وعلاج مشاكل اضطرابات الحركة.
4- علاج النطق ومشاكل العيون والسمع.

## مصير المرض
تصل نسبة الوفيات إلى 12-50% في الأطفال بسبب مضاعفات المرض أو العيوب الخلقية المصاحبة له.

## حالات مميزة
عام 2007 لوحظت حالة مريض يبلغ من العمر 44 عامًا يعاني من ضعف في ساقه لمدة أسبوعين وتاريخ مرضي يشير إلى إصابتة بمتلازمة داندي ووكر في صغره وعلاجه بقسطرة المخ حتى عمر 14 عام، ثم إزالة القسطرة واستكمال حياته بشكل طبيعي والزواج وإنجاب طفلين بصحة جيدة وعدم ظهور أية أعراض مرضية حتى بدء شكواه الحالية.
وبإجراء الفحوصات اللازمة وعمل أشعة الرنين المغناطيسي على المخ، تبين تضخم النظام البطيني في المخ مما أدى إلى انضغاط نسيج المخ بشدة إلى حد اختفاء ما يقرب من 50-75% من نسيج المخ الطبيعي.
وبإجراء فحوص الذكاء (IQ) للمريض أظهرت النتائج حصوله على درجة 75 وهي بالفعل أقل من المعدل الطبيعي في سنه (100 تقريبًا) ولكن لا يمكن أنه يتم اعتبار هذا النقص تخلفًا أو تأخرًا عقليًا وهو ما أثار جدلًأ شديدًأ في المجال الطبي لغرابته.
ويعتقد بأن المريض لم يعاني من أية أعراض خطيرة تنم عن عملية فقد أجزاء كبيرة من مخه لأن هذه العملية تمت على مدار أعوام طويلة تصل إلى عقود، وبالتالي استطاعت الأجزاء المتبقية من المخ أن تضاعف من وظيفتها وتعوّض التلف والنقص الحادث في بعض المناطق الأخرى.
وقد تم علاج هذا المريض بعمل قسطرة مخية مرة أخرى وتحسنت أعراض ضعف التحكم في ساقه في غضون أسابيع.